# Orzeł wojskowy wz. 43

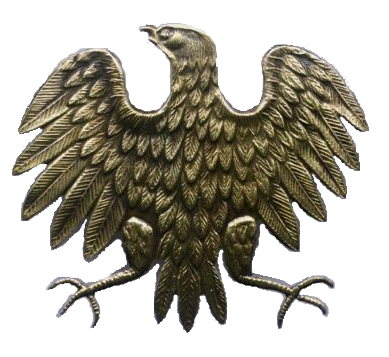
Orzeł wojskowy wz. 43

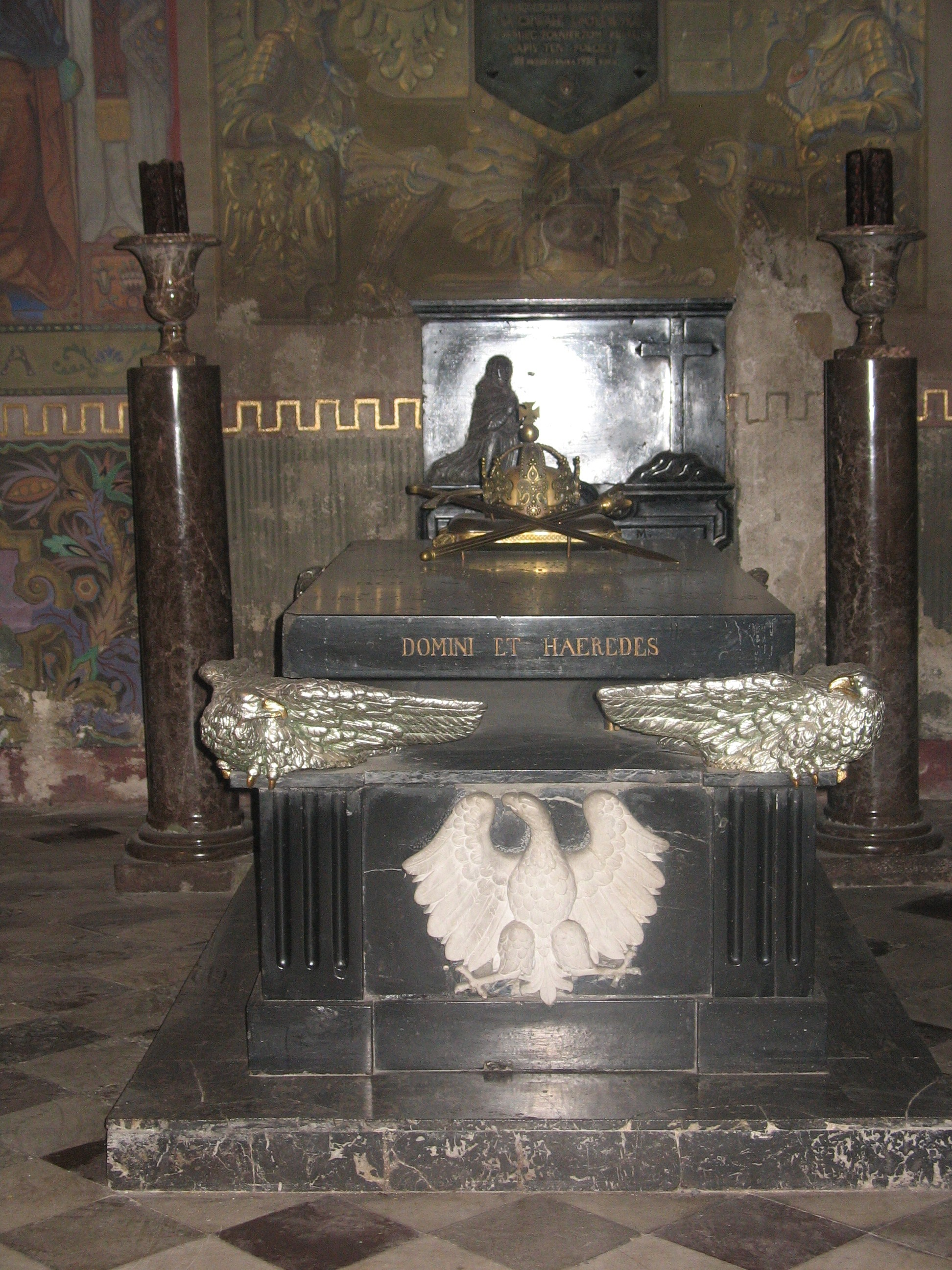
Sarkofag książąt Władysława Hermana i Bolesława Krzywoustego znajdujący się w katedrze w Płocku, z pierwowzorem „kuricy”

Orzeł wojskowy wz. 43 (potocznie kurica, kura, wrona) – polski orzeł wojskowy używany w ludowym Wojsku Polskim.

## Historia
W Polskich Siłach Zbrojnych formowanych od 1943 roku w Związku Radzieckim pod kierownictwem polskich komunistów wprowadzono nowy wzór orła, gdyż orzeł wz. 19 i haftowany na rogatywkach polowych orzeł wz. 37 nie zostały zaakceptowane przez kierownictwo polityczne. Nowy orzełek zaprojektowany przez Janinę Broniewską wzorowany był na wizerunku orła z sarkofagu książąt Władysława Hermana i Bolesława Krzywoustego, znajdującego się w katedrze w Płocku. W założeniach nawiązywał do tradycji piastowskich, stąd jego fałszywa nazwa „orzełek piastowski”, ale w rzeczywistości wizerunek z grobowca był neogotycki i powstał w 1824 roku. Autorem rysunku orła na sarkofagu był malarz i rysownik Zygmunt Vogel. 
Pierwszą partię orłów wprowadzono oficjalnie rozkazem dziennym numer 39 dowódcy 1 Polskiej Dywizji Piechoty im. Tadeusza Kościuszki z 12 lipca 1943 roku. Emblemat „orła kościuszkowskiego” – nazwa nieprawidłowa, gdyż kolejno powstające oddziały również otrzymywały „piastowskiego” orła – noszono na rogatywkach, uszankach i furażerkach. Malowany był na hełmach, broni ciężkiej i sprzęcie wojskowym, w tym między innymi na zdobycznych niemieckich klamrach pasów zakrywając swastykę i na radzieckich zakrywając gwiazdę. Stanowił godło na wszystkich polskich sztandarach wykonanych w Związku Radzieckim. Według regulaminu miał być noszony do końca 1944 roku, choć w użyciu pozostawał częściowo jeszcze do 1947/1948 roku. Później pojawił się jeszcze na Wielkopolskim Krzyżu Powstańczym w 1957 roku, Medalu „Za udział w walkach w obronie władzy ludowej” potocznie zwanego „medalem utrwalaczy” w 1983 roku i Krzyżu Bitwy pod Lenino w 1988 roku.

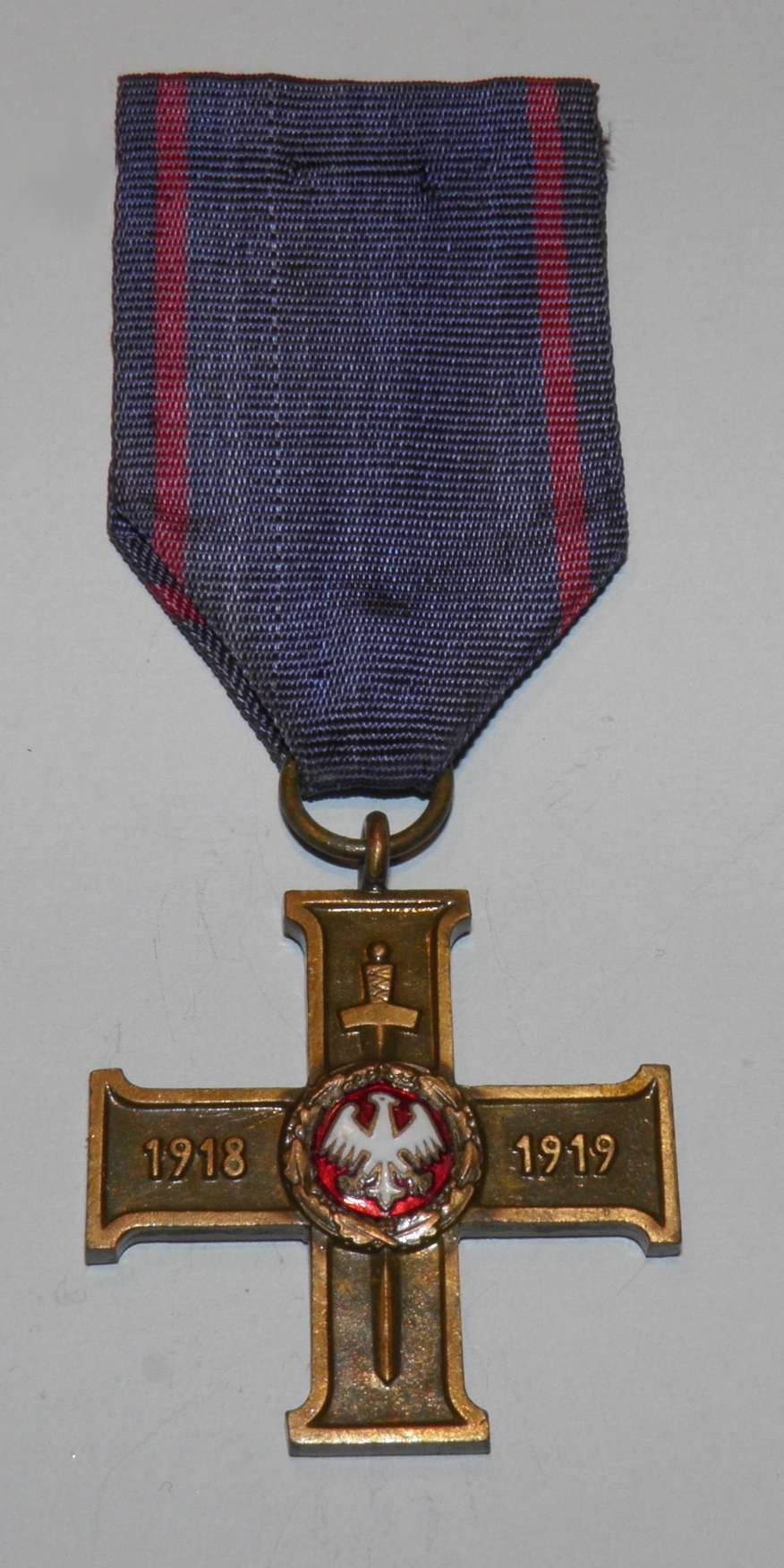
Wielkopolski Krzyż Powstańczy
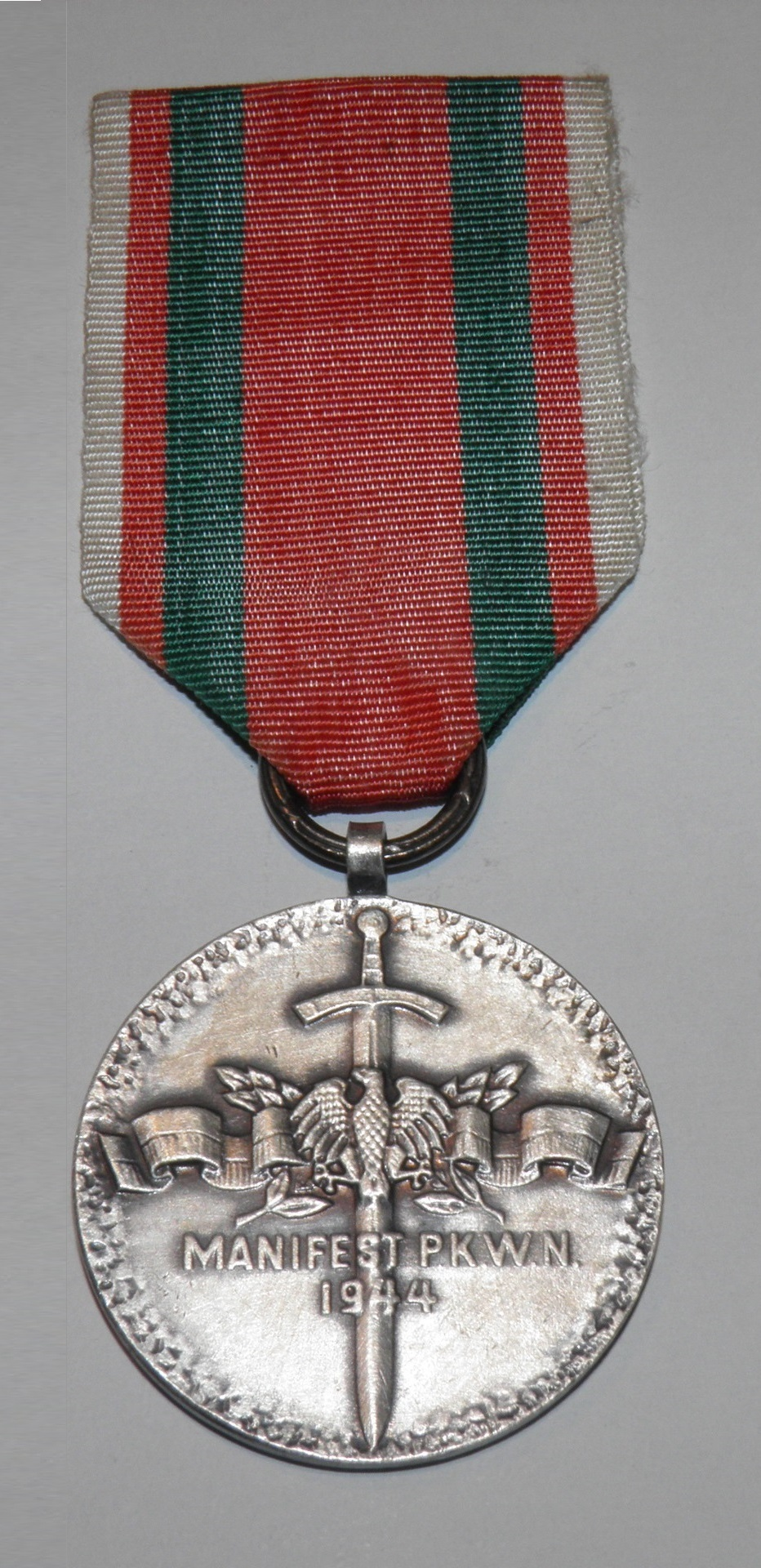
Medal „Za udział w walkach w obronie władzy ludowej”
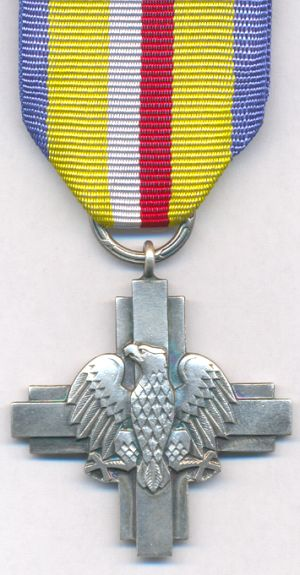
Krzyż Bitwy pod Lenino

## Opis
Wzornik orła datowany na 1 czerwca 1943 roku trafił do moskiewskich fabryk; znane są egzemplarze produkowane w sześciu odmianach seryjnych, nie licząc unikatowego orła ze wzornika. Orzeł wz. 43 o zwartej sylwetce i wymiarach 4,5 × 5 centymetrów nie miał tarczy amazonek ani korony. Mocowany był na dwie poziomo rozginane blaszki i produkowany z oksydowanej mosiężnej blachy, lecz znane są też egzemplarze posrebrzane. Spotyka się też orły odlewane z aluminium bądź wycinane ręcznie, indywidualnie przez żołnierzy. Pisarz i współtwórca Związku Patriotów Polskich Jerzy Putrament twierdził, że orzeł wz. 43 w przeciwieństwie do przedwojennego „patrzy na zachód i nie ma imperialistycznych zakusów”. 

Orzeł wz. 43 nie był lubiany przez żołnierzy, przez co niejednokrotnie na froncie wymieniali go na orła wz. 19, czasem z odciętą koroną. Ostatni partyzant polskiego podziemia niepodległościowego i antykomunistycznego Józef Franczak, który w sierpniu 1944 roku został przymusowo wcielony do 2 Armii Wojska Polskiego wspominał: 

Witano nas – owszem – często z radością, ale czasem odprowadzano ponurymi i podejrzliwymi spojrzeniami. Wprawdzie polskimi jesteście żołnierzami – mówiły te spojrzenia – ale polszczyzna waszych oficerów jakaś dziwna, orzełki nie te i w ogóle coś nie tak...

 Podporucznik Tadeusz Kowalski, który w sierpniu 1944 roku zaciągnął się do 8 Dywizji Piechoty, wspominał: 

[...] ludzie nie na to czekali przez pięć lat. Patrzyli na moje buty z cholewami, pół skórzane, pół brezentowe, na mój zwyczajny sukienny żołnierski płaszcz, na brezentową torbę polową, a przede wszystkim na orzełka, innego niż ten, do którego przywykło nawet dziecko. Oni przez długie lata okupacji marzyli, by chociaż raz zobaczyć polskiego żołnierza i oficera w porządnym mundurze, w czapce garnizonowej z otokiem, może przy szabli, a na pewno nie z takim orzełkiem. Byliśmy z nowej polskiej armii, ale nie byliśmy tymi, na których tutaj czekano!